# Bátorove Kosihy
Bátorove Kosihy (in ungherese Bátorkeszi) è un comune della Slovacchia facente parte del distretto di Komárno, nella regione di Nitra.